# Boa-noite-cinderela

O ácido gama-hidroxibutírico, usado no início da década de 1990 como uma droga de abuso.

As drogas de estupro, popularmente conhecidas por "boa noite, Cinderela", são várias substâncias usadas como facilitadoras de crimes que consistem em drogar uma vítima a fim de roubá-la ou estuprá-la.
A maioria das drogas usadas apresentam um efeito depressor sobre o sistema nervoso central, principalmente quando combinadas com o álcool, que tem efeito similar. Drogas estimulantes e dissociativas também são usadas. Algumas vezes há amnésia anterógrada dos eventos ocorridos no período de intoxicação.

## Detecção na urina
| Substâncias detectadas na urina de vítimas de agressões sexuais facilitadas por fármacos | Substâncias detectadas na urina de vítimas de agressões sexuais facilitadas por fármacos |
| Fármaco                                                                                  | Duração aproximada de detecção na urina                                                  |
| ---------------------------------------------------------------------------------------- | ---------------------------------------------------------------------------------------- |
| Anfetaminas                                                                              | 1-3 dias                                                                                 |
| Barbitúricos                                                                             | 2-7 dias                                                                                 |
| Benzodiazepinas                                                                          | 2-7 dias                                                                                 |
| Benzoilecgonina (metabólito de cocaína)                                                  | 1-2 dias                                                                                 |
| Canabinoides                                                                             | 2-5 dias (uso único)                                                                     |
| Carisoprodol                                                                             | 1-2 dias                                                                                 |
| Cetamina                                                                                 | 1-2 dias                                                                                 |
| Clonidina                                                                                | 1-2 dias                                                                                 |
| Ciclobenzaprina                                                                          | 1-2 dias                                                                                 |
| Etanol                                                                                   | ≥ 1 dia                                                                                  |
| Escopolamina                                                                             | 1-2 dias                                                                                 |
| Hidrato de cloral                                                                        | 1-2 dias                                                                                 |
| Ácido gama-hidroxibutírico (GHB)                                                         | ≥ 1 dia                                                                                  |
| Meprobamato                                                                              | 1-2 dias                                                                                 |
| Opioides                                                                                 | 2-3 dias                                                                                 |

## Sociedade e cultura
O nome popular tem origem em um quadro no programa de televisão apresentado por Silvio Santos na TV Record nos anos 1970, Boa Noite, Cinderela. As drogas são usadas para dopar potenciais vítimas de assalto ou violência sexual.